# Keao Burdine
Ruth Keao Anuenue Burdine (* 2. Januar 1983 in Long Beach, Kalifornien) ist eine US-amerikanische Volleyball- und Beachvolleyballspielerin.

## Karriere

### Hallen-Volleyball
Burdine stammt aus einer Volleyball-Familie, in der sowohl ihre Eltern als auch ihre Geschwister diesen Sport betrieben. Sie begann ihre Karriere an der La Habra High School. Von 2001 bis 2004 studierte sie an der University of Southern California und spielte dort in der Universitätsmannschaft, mit der sie 2002 und 2003 die NCAA-Meisterschaft gewann. 2005 ging die Juniorennationalspielerin nach Puerto Rico zu Indias de Mayagüez. 2007 wechselte sie zu Türk Telekomspor nach Ankara und in der nächsten Saison spielte sie ebenfalls in der Türkei bei Galatasaray Istanbul. Danach kehrte die Außenangreiferin zurück nach Mayagüez. 2011 nahm sie mit der US-Nationalmannschaft an den Panamerikanischen Spielen teil. Burdine wechselte nach Russland, wo sie zunächst für Tjumen VC und danach für Chara Morin in Ulan-Ude aktiv war. Anschließend spielte sie für Béziers Volley. Mit HPK Naiset aus Hämeenlinna wurde sie 2016 finnische Meisterin. Anschließend wurde sie vom deutschen Bundesligisten Rote Raben Vilsbiburg verpflichtet. Nach der Saison 2016/17 verließ sie den Verein.

### Beachvolleyball
Burdine erreichte bei der U21-Weltmeisterschaft 2002 in Catania mit Christine Zartman den fünften Rang. 2003 trat sie in San Diego mit Natasha Nguyen erstmals bei einem Turnier der AVP Tour an. Im folgenden Jahr absolvierte sie zwei Turniere mit Claire D’Amore. 2005 hatte sie wechselnde Partnerinnen. An der Seite von April Ross erzielte sie in der nächsten AVP-Saison unter anderem zwei neunte Plätze in Sacramento und Seaside Heights. 2007 spielte Burdine erst mit Nancy Reynolds und danach mit Brittany Hochevar, mit der sie zum Abschluss Fünfte in Mason wurde. Mit Hochevar absolvierte sie auch die ersten Turniere 2008, ehe sie ein neues Duo mit Jennifer Snyder bildete; drei neunte Plätze waren ihre besten Ergebnisse in diesem Jahr. 2009 trat sie wieder in diversen Formationen an und wurde zweimal Neunte. 2010 erzielte sie dieses Ergebnis mit Jennifer Fopma in Hermosa Beach. 2014 kehrte Burdine an der Seite von Kaui Salzman nochmal auf die AVP Tour zurück.